# قدوره فارس
قدوره فارس (عربی: قدّورة فارس؛ زادهٔ ۱۳ ژوئن ۱۹۶۲) وزیر امور خارجه در فلسطین در زمان نخست‌وزیری احمد قریع از سال ۲۰۰۳ تا ۲۰۰۵ و عضو شورای قانونگذاری فلسطین از سال ۱۹۹۶ تا ۲۰۰۶ است. او دوست نزدیک و مشاور ارشد رهبر فتح، مروان برغوثی است. فارس یکی از مهندسان اصلی و جوان جنبش فتح است که در سال۲۰۰۵ و قبل از پیوستن به محمود عباس یک لیست واحدی برای فتح به‌منظور شرکت در انتخابات آینده تشکیل داد. اما فارس برای لیست واحد برای انتخابات سال ۲۰۰۶ نامزد نشد و نتوانست علاوه بر آن به عنوان فرد مستقل در محله رام‌الله خودش را کاندید کند. همچنین از سال ۲۰۱۱ وی به عنوان رئیس باشگاه زندانیان فلسطین معرفی شده‌است، به همین دلیل دقیقاً مشخص نیست که وی چه مواضعی داشته‌است، چرا که مواضع نه رئیس و نه مدیر اجرایی باشگاه به‌طور واضح برای دیگران مشخص نشده‌است.